# علی الاتات
علی الاتات (عربی: علي فؤاد الاتات؛ زادهٔ ۹ اکتبر ۱۹۸۴) بازیکن فوتبال اهل لبنان است.
از باشگاه‌هایی که در آن بازی کرده‌است می‌توان به باشگاه ورزشی العهد اشاره کرد.
وی همچنین در تیم ملی فوتبال لبنان بازی کرده‌است.